# Gare de Chōkoku-no-Mori
La gare de Chōkoku-no-Mori (彫刻の森駅, Chōkoku-no-Mori-eki) est une gare ferroviaire à Chōkoku-no-Mori (Hakone), dans la préfecture de Kanagawa au Japon. La gare s'appelait initialement Gare de Ni-no-Taira (二ノ平駅, Ni-no-Taira-eki), elle fut renommée en 1972, peu de temps après l'ouverture du Musée en plein air de Hakone, proche de la gare.

## Galerie

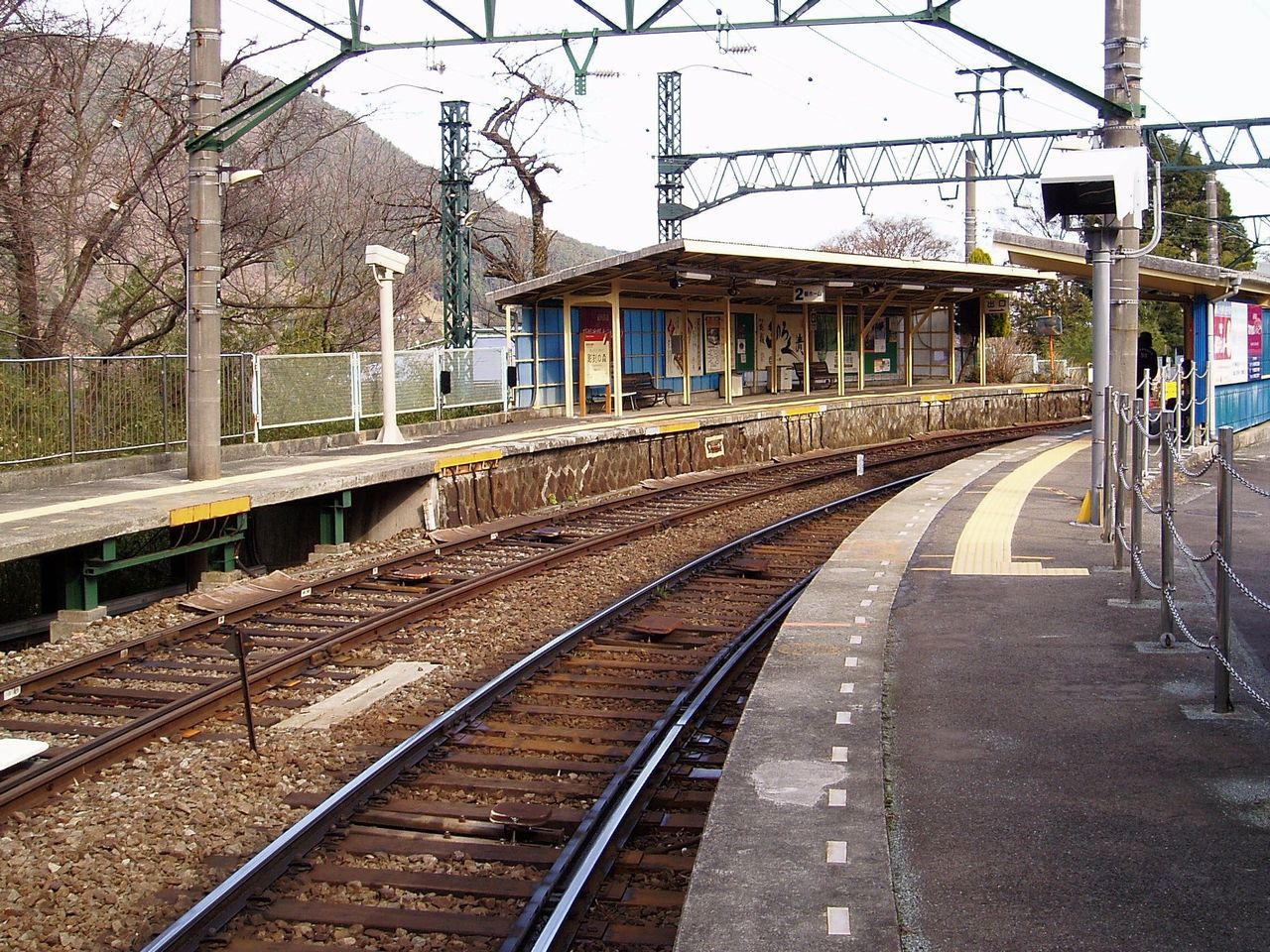
Voie de la gare de Chōkoku-no-Mori
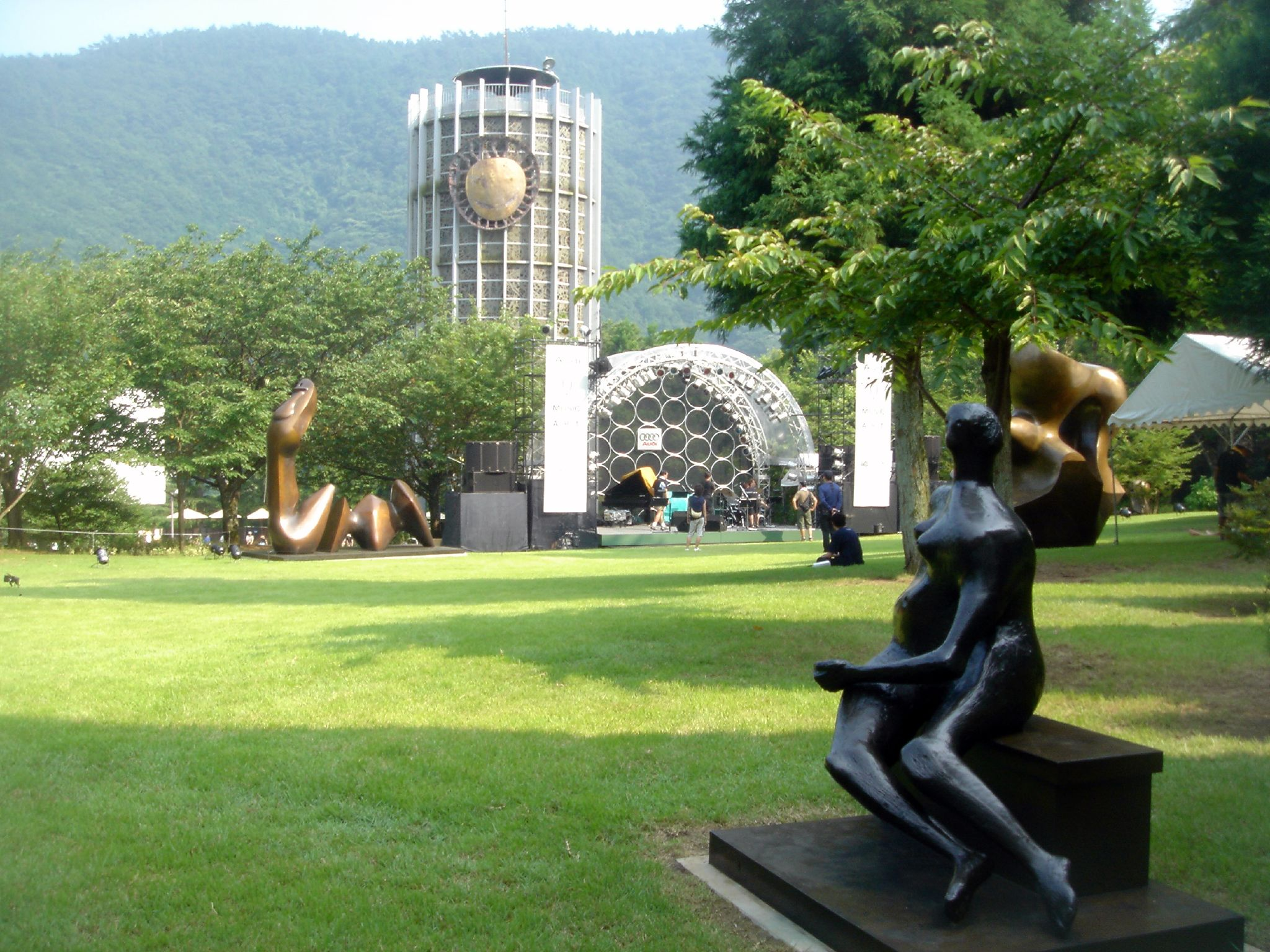
Musée en plein air de Hakone